# Ormtjärnen, Ångermanland
Ormtjärnen är en sjö i Strömsunds kommun i Ångermanland och ingår i Ångermanälvens huvudavrinningsområde. Sjön har en area på 0,0584 kvadratkilometer och ligger 239 meter över havet.

## Delavrinningsområde
Ormtjärnen ingår i det delavrinningsområde (709740-153095) som SMHI kallar för Utloppet av Bölenvattnet. Medelhöjden är 275 meter över havet och ytan är 8,77 kvadratkilometer. Räknas de 17 avrinningsområdena uppströms in blir den ackumulerade arean 144,31 kvadratkilometer. Tannån som avvattnar avrinningsområdet har biflödesordning 4, vilket innebär att vattnet flödar genom totalt 4 vattendrag innan det når havet efter 174 kilometer. Avrinningsområdet består mestadels av skog (61 procent). Avrinningsområdet har 1,54 kvadratkilometer vattenytor vilket ger det en sjöprocent på 17,6 procent.